# Guarujá
Guarujá, amtlich portugiesisch Município da Estância Balneária do Guarujá, ist eine Stadt an der Küste des brasilianischen Bundesstaates São Paulo. Die Stadt liegt auf der Ilha de Santo Amaro (Insel Santo Amaro, drittgrößte Insel vor der Küste von São Paulo) und ist Teil der Metropolregion Baixada Santista um die weniger als 10 km westlich gelegene Hafenstadt Santos. Die Distanz zur Staatshauptstadt São Paulo beträgt etwa 95 km. Guarujá hat laut Schätzung zum 1. Juli 2018 318.107 Einwohner auf einer Fläche von rund 143 km² – was eine Bevölkerungsdichte für 2018 von 2231 Personen pro Quadratkilometer ergibt.

## Allgemeines
Die sich gerne als Perle des Atlantik bezeichnende Gemeinde hat den offiziellen Status eines Badekurortes, einer Estância balneária. Die Wirtschaft ist vom Tourismus bestimmt. Zahlreiche Strände locken Besucher vor allem aus der Staatshauptstadt São Paulo mit ihren mehr als 10 Millionen Menschen an. In den 1970er Jahren galt der damals wesentlich kleinere Ort noch als sehr schick. Die heutige Überentwicklung ist anhand der mit Hochhausbauten eingesäumten Strände gut einzusehen.
Populär sind Strände wie Praia da Pitangueiras und Praia das Astúrias; den Surfern wird besonders der Praia do Tombo empfohlen.
| Gemeinden der Metropolregion Baixada Santista | Gemeinden der Metropolregion Baixada Santista                                                        |
| --------------------------------------------- | --- |
|                                               | - Bertioga - Cubatão - Guarujá - Itanhaém - Mongaguá - Peruíbe - Praia Grande - Santos - São Vicente |

## Geschichte
Der Ort war zunächst als Vila Balneária de Guarujá bekannt, am 30. Juni 1934 erhielt das Vila den offiziellen Titel eines Seebads (Estância Balneária) und wurde 1947 zu einem selbständigen Município.

## Stadtverwaltung und Gliederung
Exekutive: Bei der Kommunalwahl 2016 wurde Valter Suman Stadtpräfekt (Bürgermeister) für die Amtszeit von 2017 bis 2020, der für den Partido Socialista Brasileiro (PSB) angetreten war.
Die Legislative besteht aus dem Stadtrat (Câmara Municipal) mit 17 gewählten Stadtverordneten (vereadores). Präsident für die Amtszeit 2017 bis 2018 ist Edilson Dias de Andrade.
Das Stadtgebiet von Guarujá gliedert sich seit 1964 in zwei Distrikte, den Distrito Sede de Guarujá und den Distrito de Vicente de Carvalho. Diese sind in vier Regionen mit insgesamt 38 Stadtvierteln (Bairros) unterteilt:
- Distrikt Guarujá, Region 1: Pitangueiras, Astúrias, Tombo, Guaiúba, Santa Cruz dos Navegantes, Barra Grande, Marinas, Vila Ligia, Santa Maria, Santa Rosa, Las Palmas, Helena Maria, Santo Antonio und Cachoeira;
- Distrikt Guarujá, Region 3: Itapema, Bocaina, Parque Estuário, Paecará, Jardim Progresso, Vila Áurea, Boa Esperança, Conceiçãozinha und Porto de Guarujá;
- Distrikt Vicente de Carvalho, Region 2: Enseada, Cidade Atlântica, Virgínia, Pedreira, Península, Mar e Céu, Pernambuco, Acapulco, Santo Amaro, Perequê und Guararú;
- Distrikt Vicente de Carvalho, Region 4: Morrinhos, Vila Zilda, Retroporto, Vargem Grande und Saco do Funil.

## Bevölkerungsentwicklung
Quelle: IBGE/SIDRA (Angaben für 2018 sind lediglich Schätzungen).